# Ezzard Charles
Ezzard Charles, Cincinnati Flash, Cincinnati Cobra (ur. 7 lipca 1921 w Lawrenceville, zm. 27 maja 1975 w Chicago) – amerykański zawodowy pięściarz, mistrz świata wagi ciężkiej (1949–1951).

## Życiorys
Wiązany jest nie z miejscem urodzenia, a Cincinnati, gdzie ukończył Woodward High School i rozpoczynał karierę sportową. Służba w armii amerykańskiej w czasie II wojny światowej przerwała występy na zawodowym ringu. Jest uznawany przez ekspertów za jednego z najwybitniejszych pięściarzy wszech czasów kategorii półciężkiej, choć nigdy nie zdobył w tej wadze tytułu mistrza świata.
Tragiczny w skutkach pojedynek z Samem Baroudi, który zmarł w wyniku doznanych obrażeń, postawił pod znakiem zapytania sens jego uczestnictwa w walkach. Po przejściu do wyższej wagi rozpoczął drogę do mistrzowskiego tytułu, który zdobył w kategorii ciężkiej 22 czerwca 1949 w piętnastorundowej walce z Jerseyem Joe Walcottem. Dziewięciokrotnie bronił mistrzowskiego pasa, by na koniec ulec i Jerseyowi Joe Walcottowi. Do klasycznych zalicza się jego dwa pojedynki z Rocky Marciano, w których bezskutecznie próbował odzyskać tytuł.
Pod koniec życia schorowany borykał się z kłopotami finansowymi. Zmarł na chorobę neuronu ruchowego (łac. sclerosis lateralis amyotrophica).

## Statystyki i klasyfikacje
Stoczył na zawodowym ringu 122 walki, z czego wygrał 96 (w tym 58 przed czasem przez KO), przegrał 25, a jedna zakończyła się remisem (według innych zestawień odpowiednio: wygrał 92 (KO 51), przegrał 25 (KO 7) i jedną zremisował).
W 1990 roku został wprowadzony do Międzynarodowej Galerii Sław Boksu (ang. The International Boxing Hall of Fame). W rankingach wszech czasów klasyfikowany jest na czołowych pozycjach, wyprzedzając takich pięściarzy jak Joe Louis, Sugar Ray Leonard, Óscar de la Hoya, Mike Tyson, Larry Holmes i Evander Holyfield. W klasyfikacji BoxRec znajduje się na 10. miejscu.

Pamięć jego uczczono, nadając jego imię ulicy w Cincinnati, przy której mieszkał.